# クワニア湖
クワニア湖はウガンダ北部地域のリラ県、アパッチ県、アモラタル県にある湖。ビクトリア湖とアルバート湖の間の白ナイル川沿いの広大な湿地の一部である。そこはクワニア湖の他より大きなキオガ湖などがあり、水面の面積はおよそ3,420平方キロメートル、常時沼地である場所は2,180平方キロメートルである。クワニア湖は水面の約16％、540平方キロメートルを占めている。
湖ではナイルティラピアやナイルパーチが大規模に漁獲されている。それらは移入種であり、1950年代中ごろ以降湖の在来の魚類を減少させている。1960年代終わりには、移入種はキオガ湖やクワニア湖周辺での商業漁獲量の約80％を占めている。不安定な国内情勢、乱獲、ホテイアオイによる漁業への影響などにもかかわらず、1990年代中ごろにはクワニア湖には34箇所の水揚げ場所があり、およそ1500のplanked canoeで約4500人が漁業に従事していた。